# Veelvlekblaaskaakje
Het veelvlekblaaskaakje (Myopa polystigma) is een vliegensoort uit de familie van de blaaskopvliegen (Conopidae). De wetenschappelijke naam van de soort is voor het eerst geldig gepubliceerd in 1857 door Rondani.